# Bieg średniodystansowy
Bieg średniodystansowy – biegi obejmujące takie dystanse jak 800 metrów, 1500 metrów oraz 1 milę. Okazyjnie rozgrywa się także biegi na dystansach 600, 1000 oraz na 2000 metrów.
Zawodnicy biegający średnie dystanse wykonują podczas startu pracę zarówno tlenową, jak i beztlenową, która wraz z długością dystansu spada, ustępując pracy tlenowej. Głównymi środkami treningowymi średniodystansowca są wytrzymałość biegowa, wytrzymałość tempowa, szybkość względna oraz rytm.